# Yohei Otake
Yohei Otake (født 2. maj 1989) er en japansk fodboldspiller, som spiller for den japanske fodboldklub V-Varen Nagasaki.